# Rákoš (district de Košice-okolie)
Rákoš (en hongrois : Abaújrákos) est un village de Slovaquie situé dans la région de Košice.

## Géographie
Le village se situe sur le flanc ouest des Monts de Slanec (en hongrois : Szalánczi-hegység).

## Histoire
Première mention écrite du village en 1387.
Jusqu'au Traité du Trianon de 1920, le village s'appelait Abaújrákos et faisait partie du comitat d'Abaúj-Torna.
La localité fut annexée par la Hongrie après le premier arbitrage de Vienne le 2 novembre 1938. En 1938, on comptait 345 habitants dont 7 d’origines juives. Elle faisait partie du district de Füzér-Gönc (hongrois : Füzér-Gönci járás). Durant la période 1938 -1945, le nom hongrois Abaújrákos était d'usage. À la libération, la commune a été réintégrée dans la Tchécoslovaquie reconstituée.

## Démographie

### Évolution de la population
| Année:               | 1994. | 2004.    | 2014.   | 2024.   |
| -------------------- | ----- | -------- | ------- | ------- |
| Nombre de personnes: | 305   | 349      | 343     | 375     |
| Différence:          |       | +14,42 % | -1,71 % | +9,32 % |

| Année:               | 2023. | 2024.   |
| -------------------- | ----- | ------- |
| Nombre de personnes: | 363   | 375     |
| Différence:          |       | +3,30 % |